# طريق إم 5 (سوريا)
طريق إم5 هو طريق سريع للمركبات في سوريا، وهو أهم الطرق السريعة فيها نظرًا لطوله ووظيفته حيث يشكل عمودًا فقريًا في الشبكة التي تربط بين شمال سوريا وجنوبها، وهو يُعرف أيضًا باسم «الطريق الدولي». يربط الطريق بين الحدود الأردنية السورية جنوبي دمشق عاصمة البلاد السياسية ويمتد شمالًا عبر حلب عاصمة البلاد الاقتصادية وثاني أهم مدنها منتهيًا عند الحدود التركية السورية قرب مدينة اعزاز.
يمر هذا الطريق السريع بمدن عديدة مثل درعا والنبك وحمص وحماة ومعرة النعمان. يبلغ طول الطريق 450 كم (280 ميلًا)، ويتقاطع بالقرب من سراقب مع طريق إم 4، وهو الطريق الرئيسي الرابط بين حلب وميناء اللاذقية والممتد موازيًا للحدود التركية السورية.